# Antti Katajamäki
Antti Juha Katajamäki, född 4 april 1938 i Tammerfors, död 9 april 2014 var en finländsk ingenjör och arkitekt. 
Katajamäki utexaminerades som planeringsingenjör från Tampereen teknillinen oppilaitos 1965 och som arkitekt från Tekniska högskolan i Helsingfors 1970. Han var planerare och koordinator vid Valio 1966–1975,  tillförordnad chef för byggnadsavdelningen 1975–1977 och chefsarkitekt 1977–1984, varefter han startade egen arkitekt- och byggkonsultverksamhet. 
Katajamäki var känd som en av Finlands främsta experter på byggande i stål och utförde planeringen av bland annat Valios produktionsanläggningar i Maikkula i Uleåborg (1982), Valios ADB-centrum i Helsingfors (1985), luftfartscentret i Teisko (1986), kommungården i Peräseinäjoki (1987), Rautaruukkis kontorsbyggnad (1988) och utvecklingscentrum (2001), VTT:s byggnader i Tammerfors (1989 och 2003), utvidgningen av Tammerfors universitet (1990) och Ritola idrottshall i Peräseinäjoki (1999). Han var speciallärare vid Tammerfors tekniska högskola 1980–1987 och var även gästföreläsare i Moskva, Tallinn, Rio de Janeiro, Madrid och Paris. Katajamäki erhöll det finländska priset för bästa stålkonstruktion 1980, 1983, 1986 och 1987.